# Unión de Fuerzas Democráticas para la Reagrupación

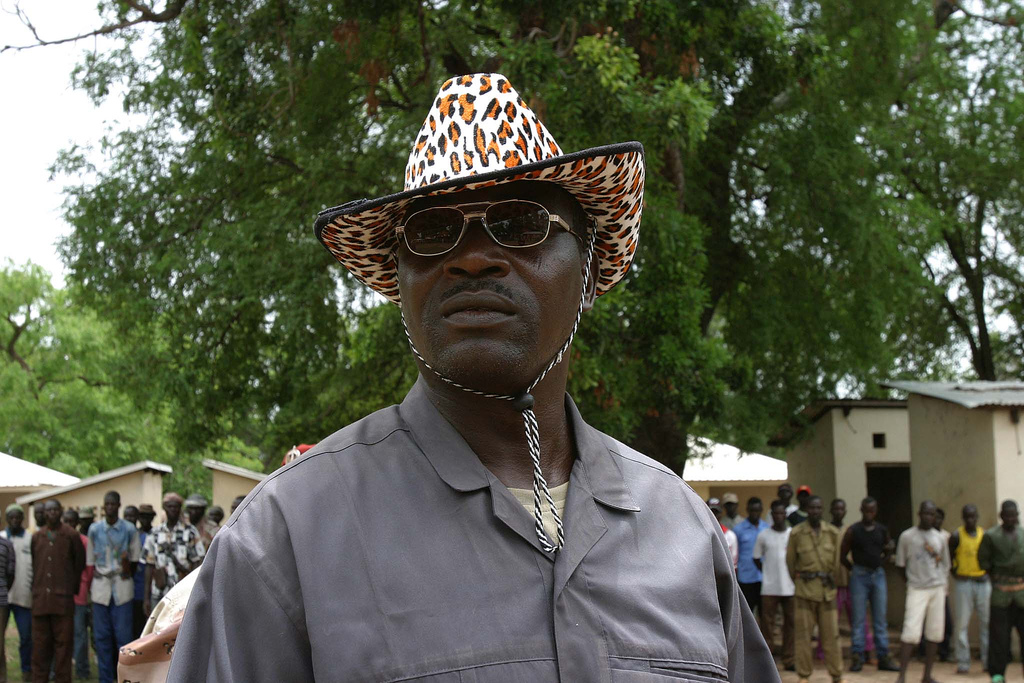
General Damane Zakaria, líder de la UFDR

La Unión de Fuerzas Democráticas para la Reagrupación (en francés: Union des Forces Démocratiques pour le Rassemblement, UFDR) fue un grupo rebelde que luchó contra el Gobierno de la República Centroafricana durante la guerra civil de 2004. El Gobierno Centroafricano acusó a Sudán de apoyarlo militarmente.
El 13 de abril de 2007 se firmó un acuerdo de paz entre la UFDR y el Gobierno en Birao. El tratado comprendía una amnistía para sus miembros, su legalización como partido político y la integración de sus combatientes en el Ejército.